# Musso (Italie)
Pour les articles homonymes, voir Musso.
Musso est une commune italienne de la province de Côme dans la région Lombardie en Italie. Poste-frontière entre le duché de Milan et le canton des Grisons du Moyen Âge au XVIe siècle, son château avait une sinistre réputation.

## Géographie
Musso se trouve sur la rive nord-ouest du lac de Côme.

### Hameaux
Le territoire de Musso, outre le bourg, comprend les frazioni de Bresciana, Campaccio, Campagnano, Croda, Genico et Terza.

### Communes limitrophes
Les communes attenantes à Musso sont Colico, Dongo et Pianello del Lario.

## Histoire
Musso est célèbre pour avoir été l'une des deux places fortes de Gian Giacomo de Médicis dit le « Medeghino ».

## Administration
| Période                                  | Période | Identité    | Étiquette     | Qualité |
| ---------------------------------------- | ------- | ----------- | ------------- | ------- |
| 16 juin 2004                             | ?       | Ugo Bertera | Liste civique |         |
| ?                                        | ?       | Marco Pozzi | Liste civique |         |
| Les données manquantes sont à compléter. |         |             |               |         |